# GJ同人誌販售會
Grand Journey同人誌展售會，簡稱GJ，是台灣的同人誌即賣會之一，最初由業餘同好性質的GJ同人防衛委員會於台中地區舉辦，該團隊2009年登記成立基階多媒體行銷工作室、2016年改制為吉桔整合行銷。

## 活動歷史
- 2007年7月21日-7月22日：海風同人誌展售會於國立中興大學惠蓀堂[2]。
- 2008年9月27日-9月28日：GJ-暢秋同人誌販售會（GJ1）於臺中市南區信義國民小學信義館（因颱風9月28日活動提前結束）。
- 2008年12月27日-12月28日：GJ2於臺中市南區信義國民小學信義館。
- 2009年8月29日：GJ3於逢甲大學體育館3F。
- 2010年8月14日-8月15日：GJ4於逢甲大學體育館3F。

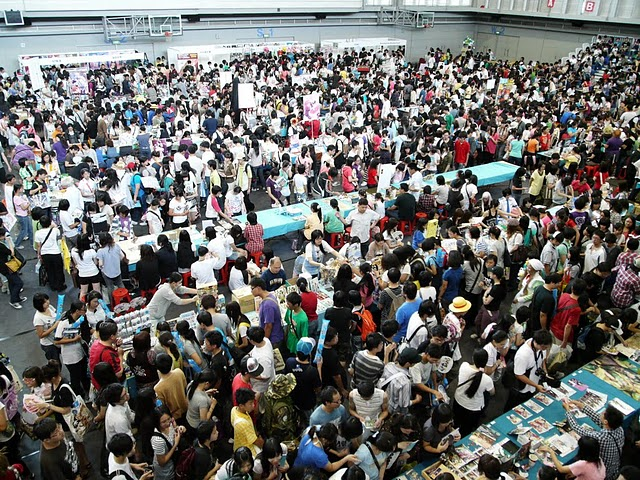
在逢甲大學體育館舉行的GJ4。

- 2010年12月18日：GJ-HEROES超級英雄系列&特攝only場於臺中市西區忠信國民小學忠信堂[3]。
- 2011年3月12日-3月13日：GJ5於逢甲大學體育館3F。
- 2011年10月1日-10月2日：GJ6於逢甲大學體育館3F。
- 2011年12月3日-12月4日：GJ台南場於台南公會堂音樂廳。
- 2012年3月17日-3月18日：GJ7於台中文化創意產業園區國際展演廳。
- 2012年4月21日：ShiBaRa-Unlight Only Event於台北光圈。
- 2012年9月8日-9月9日：GJ-N2台南場於台南公會堂音樂廳。
- 2012年10月6日：花*華台日動漫文化感謝祭於國立臺灣師範大學公館分部中正堂。
- 2012年11月10日：GJ-HEROES2超級英雄系列&特攝only場於耕莘文教院大禮堂[3]。
- 2012年12月29日-12月30日：GJ8於台中文化創意產業園區雅堂館。
- 2013年3月16日-3月17日：GJ9於逢甲大學體育館3F。
- 2013年6月30日：Cosplay Field 角色扮演交流市集於台中文化創意產業園區音樂排練室。
- 2013年8月17日-8月18日：GJ10於台中文化創意產業園區國際展演廳。
- 2013年11月30日：Cosplay Field 角色扮演交流市集2於台北小巨蛋星光廳。
- 2013年12月21日：Rookie Sketch 原創同人市集於台中中興大學惠蓀堂走廊。
- 2014年3月16日-3月17日：GJ11於逢甲大學體育館3F。
- 2014年5月17日：Bring It On！ 歐美主題ONLY場於三重綜合體育館1樓展覽廳。
- 2014年6月28日：Cosplay Field角色扮演交流市集3─高雄場於高雄國際會議中心3樓。
- 2014年6月29日：Cosplay Field角色扮演交流市集3─台中場於國立中興大學惠蓀堂室內走廊。
- 2014年7月5日：Cosplay Field角色扮演交流市集3─台北場於台北小巨蛋星光廳。
- 2014年11月1日-11月2日：Paper Round紙膠帶X明信片紙雜貨市集於台中20號倉庫藝術特區-21號倉庫。
- 2015年1月3日-1月4日：GJ12於國立中興大學惠蓀堂B1。
- 2015年4月25日：Paper Round紙膠帶X明信片紙雜貨市集2於國立臺灣師範大學公館分部中正堂。
- 2015年5月23日：Bring It On！2 歐美主題ONLY場於三重綜合體育館1樓展覽廳。
- 2015年6月28日：Cosplay Field角色扮演交流市集4－台北場於台北小巨蛋星光廳。
- 2015年7月4日：Cosplay Field角色扮演交流市集4－台中場於台中20號倉庫藝術特區-21號倉庫。
- 2015年10月31日：Paper Round紙膠帶X明信片紙雜貨市集3(台北)於國立臺灣師範大學公館分部中正堂。
- 2015年11月21日-11月22日：Paper Round紙膠帶X明信片紙雜貨市集3於台中20號倉庫藝術特區。
- 2015年9月19日-9月20日：GJ13於台中文化創意產業園區雅堂館。
- 2015年12月26日-12月27日：GJ14於台中文化創意產業園區雅堂館。
- 2016年2月20日-2月21日：ComicHorizon漫創地平線同人誌販售會於台灣大學綜合體育館1F。
- 2016年5月21日：Bring It On！3 歐美主題ONLY場於三重綜合體育館1樓展覽廳。
- 2016年6月25日：Cosplay Field角色扮演交流市集5－台中場於台中本初共創空間。
- 2016年7月2日：Lolita Wonderland服裝X創作交流市集於台中文化創意產業園區雅堂館C館。
- 2016年7月9日-7月10日：GJ15於台中文化創意產業園區雅堂館。
- 2016年7月30日：Cosplay Field角色扮演交流市集5－台北場於台北濕地venue B1。
- 2016年10月8日：Comic Horizon 1.5 －いつか一緒に輝いて－於三重綜合體育館1樓展覽廳。
- 2016年10月30日：Asian Drama亞洲影視ONLY場於國立臺灣師範大學公館分部中正堂。
- 2016年12月3日-12月4日：Paper Round 紙膠帶X明信片紙雜貨市集4-台中場於台中文化創意產業園區雅堂館D館。
- 2016年12月24日-12月25日：GJ16於台中文化創意產業園區雅堂館。
- 2017年3月4日：Paper Round紙膠帶X明信片 紙雜貨市集4 台北場於卡市達創業加油站-圓山基地。
- 2017年4月29日：Comic Horizon 2 電玩主題only於卡市達創業加油站圓山基地。
- 2017年5月6日：Bring It On！4 歐美主題ONLY場於三重綜合體育館1樓展覽廳。
- 2017年7月8日-7月9日：GJ17於台中文化創意產業園區國際展演廳。
- 2017年10月7日：Comic Horizon 3 －いつか一緒に輝いて－於三重綜合體育館1樓展覽廳。
- 2017年10月28日：一刀入魂貳－刀劍亂舞ONLY於三重綜合體育館1樓展覽廳。
- 2017年12月30日：Cosplay Field角色扮演交流市集6－台北場於台北市花博公園舞蝶館。

## 會場節目
GJ系列同人活動除常態性的黑白彩稿展示投票、留言點播放送與問卷抽獎外，亦舉辦各類主題活動或邀請特別來賓進行座談會：
1. 海風同人展：Cosplay比賽、《BLEACH》中文配音員座談會（來賓：錢欣郁、李香生、吳文民、林谷珍、馮嘉德）。
2. GJ2：傻呼嚕同盟演講「從日本動漫畫發展看素人創作」（來賓：Alplus、Jo-Jo、ZERO）。
3. GJ3：黑歷史販售會。
4. GJ4：GJ板郎夏洛特會場廣播（配音員：劉傑）。GJ4首次採用QR碼電子票券技術應用於社團入場與網路票券預購[4]。
5. GJ-HEROES：Taiwan Action Club特攝節目表演：特攝英雄大作戰。
6. GJ6：Cure台日cosplay交流會。
7. GJ台南場：韋宗成簽書會、cosplay全面登記制。

## 相關項目
- 同人誌即賣會
- 同人

## 外部連結
- GJ同人誌展售會（页面存档备份，存于）